# Primera Fuerza 1907/08

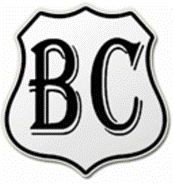
Logo des British Club, der in dieser Spielzeit seinen ersten und einzigen Meistertitel gewann.

Die Saison 1907/08 war die sechste Spielzeit der in Mexiko eingeführten Fußball-Liga, die in der Anfangszeit unter dem Begriff Primera Fuerza firmierte. Es war die erste Spielzeit, in der alle anberaumten Begegnungen auch tatsächlich ausgetragen wurden.

## Teilnehmer
| Mannschaft            | Stadt           | Sportplatz                                         |
| --------------------- | --------------- | -------------------------------------------------- |
| British Club          | Mexiko-Stadt    | Campo del Reforma Athletic Club (als Zweitnutzer)1 |
| México Fútbol Club    | Churubusco      | Campo del México Country Club                      |
| Pachuca Athletic Club | Pachuca de Soto | Campo del Velódromo                                |
| Reforma Athletic Club | Mexiko-Stadt    | Campo del Reforma Athletic Club1                   |

1 Ihr jeweils letztes Heimspiel am 22. bzw. 29. Dezember 1907 bestritten die beiden Vereine auf dem Campo del Reforma Athletic Club II in Chapultepec.

## Veränderungen
Nach der Saison 1906/07 zerfiel die Mannschaft des Puebla Athletic Club, weil einige ihrer Spieler die Stadt aus beruflichen Gründen verlassen hatten und somit der Spielbetrieb nicht aufrechterhalten werden konnte. Außerdem trat die Fußballmannschaft des México Country Club in dieser Spielzeit unter der Bezeichnung México Fútbol Club an, bevor sie ebenfalls zum Erliegen kam und ab der folgenden Saison 1908/09 nicht mehr in der Liga vertreten war.

## Saisonverlauf
Das erste Spiel fand am 16. September 1907 zwischen dem Pachuca Athletic Club und dem Reforma Athletic Club statt und endete torlos. Das letzte Spiel wurde am 1. Januar 1908 zwischen dem Pachuca Athletic Club und dem México Fútbol Club bestritten. Durch den 0:1-Auswärtssieg gelang der Mannschaft des México FC der Sprung vom letzten auf den zweiten Tabellenplatz, so dass sie die Runde als Vizemeister abschloss. Der British Club gewann in jener Spielzeit seinen ersten und einzigen Meistertitel, während der Reforma Atletic Club, der alle anderen Turniere zwischen 1906 und 1912 gewann und somit die erfolgreichste Mannschaft der Liga vor dem Ersten Weltkrieg stellte, ohne einen einzigen Sieg auf dem letzten Platz landete.

## Abschlusstabelle 1907/08
| Pl. | Verein                | Sp. | S | U | N | Tore    | Diff. | Punkte |
| --- | --------------------- | --- | - | - | - | ------- | ----- | ------ |
| 1.  | British Club          | 6   | 4 | 2 | 0 | 010:300 | +7    | 10:20  |
| 2.  | México Fútbol Club    | 6   | 2 | 2 | 2 | 006:700 | −1    | 06:60  |
| 3.  | Pachuca Athletic Club | 6   | 0 | 4 | 2 | 000:200 | −2    | 04:80  |
| 4.  | Reforma Athletic Club | 6   | 0 | 4 | 2 | 001:500 | −4    | 04:80  |

## Kreuztabelle
Die Kreuztabelle stellt die Ergebnisse aller Spiele dieser Saison dar. Die Heimmannschaft ist in der linken Spalte aufgelistet und die Gastmannschaft in der obersten Reihe.
| 1907/08 | 1907/08      | BC  | MFC | PAC | RAC |
| 01.     | British Club |     | 3:2 | 0:0 | 1:0 |
| 02.     | México FC    | 0:4 |     | 0:0 | 0:0 |
| 03.     | Pachuca AC   | 0:1 | 0:1 |     | 0:0 |
| 04.     | Reforma AC   | 1:1 | 0:3 | 0:0 |     |